# UFC 229
Az UFC229: Habib vs. McGregor minden idők legjobban várt MMA mérkőzése volt. A két harcos 2018. október 6-án (magyar idő szerint október 7-én hajnali 4 órakor) küzdött meg egymással Las Vegasban, a Ultimate Fighting Championship szabályai szerint.

## Háttere
A főmérkőzésen a veretlen világbajnok Habib Nurmagomedov és a volt pehely/könnyűsúlyú bajnok Conor McGregor csaptak össze. A The Notorious becenévre hallgató ír 2016 novemberében az UFC 205-ön szerezte meg a könnyűsúlyú övet (így ő lett az első UFC harcos, aki egyszerre birtokolt 2 világbajnoki övet). Conor McGregor a mérkőzés után nem a címvédés lehetőségét választotta , inkább elment bokszolni korunk egyik legjobb bokszolójával Floyd Mayweather-rel. Mindeközben a UFC ideiglenes címmeccset szervezett 2017. márciusában (UFC 209), Habib Nurmagomedov és Tony Ferguson között, de a dagesztáni harcos súlyproblémái miatt el kellett halasztani a mérkőzést. Tony Ferguson végül pár hónapra rá új ellenfelet kapott és megszerezte az ideiglenes övet, az UFC 216-on Kevin Lee ellen. Ezután Conor McGregort megfosztották a világbajnoki övétől (inaktivitás miatt), és immár negyedik alkalommal leszervezték a Tony Ferguson Habib Nurmagomedov párharcot, (UFC 223) ahol a megüresedett könnyűsúlyú bajnoki címért mehetett a két harcos (a találkozó ismét elmaradt,  Tony Ferguson térdsérülése miatt). Hosszas keresés után Habib a ranglista 11. helyén álló Al Iaquintával mérkőzött meg, amelyen egyhangú pontozással az oroszt ítélték jobbnak.

## Eredmények
| FŐKÁRTYA                 | FŐKÁRTYA           | FŐKÁRTYA | FŐKÁRTYA           | FŐKÁRTYA                       | FŐKÁRTYA |
| ------------------------ | ------------------ | -------- | ------------------ | ------------------------------ | -------- |
| Könnyűsúly               | Habib Nurmagomedov | def.     | Conor McGregor     | Fojtás                         | (4) 3:03 |
| Könnyűsúly               | Tony Ferguson      | def.     | Anthony Pettis     | TKO                            | (2) 5:00 |
| Félnehézsúly             | Dominick Reyes     | def.     | Ovince Saint Preux | Pontozás (30-27, 30-27, 30-27) | (3) 5:00 |
| Nehézsúly                | Derrick Lewis      | def.     | Alexander Volkov   | KO                             | (3) 4:49 |
| Női szalmasúly           | Michelle Waterson  | def.     | Felice Herrig      | Pontozás (30-26, 29-28, 30-27) | (3) 5:00 |
| Ültetők (Fox Sports 1)   |                    |          |                    |                                |          |
| Légsúly                  | Jussier Formiga    | def.     | Sergio Pettis      | Pontozás (30-26, 29-28, 29-28) | (3) 5:00 |
| Váltósúly                | Vicente Luque      | def.     | Jalin Turner       | KO                             | (1) 3:52 |
| Női harmatsúly           | Aspen Ladd         | def.     | Tonya Evinger      | TKO                            | (1) 3:26 |
| Könnyűsúly               | Scott Holtzman     | def.     | Alan Patrick       | KO (könyök)                    | (3) 3:42 |
| Ültetők (UFC Fight Pass) |                    |          |                    |                                |          |
| Női harmasúly            | Yana Kunitskaya    | def.     | Lina Länsberg      | Pontozás (30-27, 30-27, 30-27) | 3 5:00   |
| Könnyűsúly               | Nik Lentz          | def.     | Gray Maynard       | TKO (fejrúgás)                 | (2) 1:19 |
| Váltósúly                | Tony Martin        | def.     | Ryan LaFlare       | TKO (fejrúgás)                 | (2) 1:00 |

## Bónusz díjak
A legjobb mérkőzés: Tony Ferguson vs. Anthony Pettis
A legjobb teljesítmény: Derrick Lewis és Aspen Ladd